# Узкоколейная железная дорога Пельгорского торфопредприятия
Узкоколейная железная дорога Пельгорского торфопредприятия — используется для перевозки торфа. Колея путей 750 мм. Дорога является неэлектрифицированной. Её максимальная длина составляет 25 км, однако в настоящее время эксплуатируются только 20 км для грузового и пассажирского сообщения. Дорога была открыта в 1950 году.

## История
Пельгорское торфопредприятие было создано в начале 1950-х гг., когда в Тосненском районе Ленинградской области была начата добыча торфа. Тогда же были построены поселок Пельгорское и узкоколейная железная дорога. В Пельгорском же было построено и локомотивное депо. Начало 1960-х гг. ознаменовалось комплексной механизацией предприятия, а в 1970-80-е гг. объемы добычи торфа достигли 500 тысяч тонн в год. Вначале длина дороги составляла около 8 километров, когда торф добывался на торфяных массивах рядом с посёлком Пельгорское. Самая южная точка железной дороги находилась в посёлке Рябово около станции Рябово Октябрьской железной дороги. На этой станции торф перегружался в вагоны на ширококолейной железной дороге. Здесь же была построена путевая машинная станция (ПМС-88Октябрьской железной дороги).
В начале 1980-х годов был построен новый участок узкоколейной линии, который обслуживал Ушаковский торфомассив. Длина путей была увеличена, на разрабатываемом торфомассиве был построен производственный участок (полевая база) № 1. Ранее производственный участок № 1 располагался на старом торфомассиве к северо-востоку от посёлка Пельгорское.

## Современное состояние
В 2000 году эта узкоколейная дорога оставалась одной из пяти сохранившихся узкоколейных железных дорог торфовозного назначения в Ленинградской области (другие дороги действуют в Гладком, Тёсово 4, Красаве, Волошово). В 2001 году прошла реорганизация Пельгорского торфопредприятия в общество с ограниченной ответственностью «Пельгорское-М». Был обновлён парк тяговой техники, отремонтирована узкоколейная железная дорога. В 2004 году узкоколейная железная дорога продолжала действовать. Торф поставлялся в Нидерланды и ряд других стран Западной Европы. В 2005 году в развитие производства было инвестировано более 2 млн евро, приобретено оборудование финской фирмы «VAPO». По состоянию на 2012 год узкоколейная железная дорога действовала, перспективы работы были.

## Подвижной состав
Локомотивы:
- ТУ6А — № 1903
- ТУ8Г — № 0015
- ЭСУ2А — № 192, 607

Вагоны:
- Платформы
- Цистерны ВЦ20
- Полувагоны для торфа ТСВ
- Узкоколейные пассажирские вагоны ПВ40
- Вагон транспортёр для перевозки крупногабаритной торфодобывающей техники.

Путевые машины:
- Плужный снегоочиститель ПС1
- Путеукладчики ППР2МА